# Bernardo Larraín Matte
Jorge Bernardo Larraín Matte (21 de septiembre de 1966) es un ingeniero comercial y empresario chileno, director de la compañía eléctrica Colbún y presidente de la Sociedad de Fomento Fabril (SOFOFA) desde 2017 a 2021.
Pertenece a la tercera generación del grupo económico forjado en la segunda mitad del siglo XX por su abuelo, Eliodoro Matte Ossa, el cual hoy se alza como uno de los principales del país andino por valor de activos controlados.

## Primeros años de vida
Es hijo de la socióloga Patricia Matte Larraín y sobrino de los empresarios Eliodoro y Bernardo. Su padre es el alto ejecutivo del grupo, Jorge Gabriel Larraín Bunster.
Larraín Matte estudió en el Colegio Tabancura de la capital chilena y, posteriormente, se tituló como ingeniero comercial en la Pontificia Universidad Católica de Chile de Santiago (1989).
Está casado con la pedagoga Bernardita Cosmelli.

## Trayectoria empresarial
Sus primeros pasos en el mundo de las empresas los dio en el holding energético Enersis, en cuya gerencia de estudios laboró hasta 1991. Más tarde se avecindó en el Reino Unido, con el objetivo de cursar un máster en finanzas en la Escuela de Economía y Ciencia Política de Londres.
Una vez finalizados dichos estudios trabajó en el N M Rothschild & Sons de Londres -que por entonces era socio de su familia en el Banco Bice- como parte del en el área de negocios de investment banking con Sudamérica.

### Ascenso en el grupo Matte
A su vuelta a Chile, en 1994, se integró al departamento de estudios de Minera Valparaíso -una de las sociedades matrices del grupo- lugar donde su primera tarea fue la evaluación de la ampliación de Puerto Lirquén.
Por esos años, un contacto hecho a través del Rothschild llevó al grupo a hacer una alianza estratégica con la australiana P&O para postular a las licitaciones de los principales puertos chilenos a fines de la década. En ese contexto viajó a Australia y Nueva Zelanda a mirar los puertos locales, presentar la empresa a sus socios y analizar el mercado.
En 1996 fue nombrado director de Lirquén y, poco tiempo después, a la renuncia de su padre, ocupó la vicepresidencia ejecutiva de la misma. En ese momento su principal objetivo fue alzarse con alguna de las concesiones subastadas por el Estado chileno, proyecto que finalmente no cuajó.
Luego fue gerente general de Pasur (otra de las empresas holding del grupo), director de Volcán y de su filial en Brasil, Placo do Brasil, director de CMPC Tissue, de la Compañía Sudamericana de Vapores y de Molymet.
En agosto de 2004, tras diez años en los negocios familiares, partió nuevamente fuera del país, esta vez a los Estados Unidos. Recién casado, se integró a un Sloan Program en Stanford. En ese país nació su primera hija.

### Arribo a Colbún
Tras su regreso a Chile tomó la responsabilidad de liderar el negocio eléctrico del grupo como presidente del directorio de Cenelca (propietaria de la central Canutillar y Antilhue) y de Hidroeléctrica Guardia Vieja (propietaria de las centrales Los Quilos, Blanco, Juncal, Chacabuquito y Hornitos). Como tal participó activamente en la fusión de dichas sociedades con Colbún.
En diciembre de 2005, tras concretarse la toma de control de esta por parte de su familia, fue nombrado gerente general, en reemplazo de Francisco Courbis.
Al frente de la empresa debió enfrentar la estrechez del sistema chileno en 2007-2008 producto de las restricciones de gas natural argentino y el deficitario nivel de precipitaciones. Asimismo, ha debido encarar las críticas de algunos sectores al megaproyecto de generación HidroAysén.
A comienzos de 2012 se anunció la proposición de su nombre por parte del grupo controlador para ocupar la presidencia de la firma. Por ello, se comunicó su salida de la gerencia general, la cual, a partir de abril, quedó en manos de Ignacio Cruz.